# Ikunum
Ikunum, 34º rey de Asiria (hacia 1850 a. C.), perteneciente al período paleoasirio.
Hijo y sucesor de Erishum I. Desconocemos la duración de su reinado debido a la rotura de la tablilla que contiene la Crónica real asiria. Mantuvo relaciones con el Asia Menor, sobre todo Capadocia. Construyó en Assur los templos de Adad y Ereshkigal, restauró las murallas de la ciudad y levantó diversas fortificaciones en su reino.
Le sucedió su hijo Sargón I de Asiria.
| Predecesor: Erishum I | Rey de Asiria hacia 1850 a. C. | Sucesor: Sargón I |